# Galerie Hugo Feigl
Galerie Hugo Feigl nebo Galerie Dr. Feigl byla významná soukromá prodejní galerie umění meziválečné Prahy. Sídlila postupně v Jungmannově třídě 38, Praha 1 (v prvním patře paláce pojišťovny Riunione Adriatica di Sicurtà, 1924–1934) a na Masarykově, později na Rašínově nábřeží 6 (dnes Galerie Hollar, 1931 – únor 1939).

## Historie galerie
V roce 1924 si Hugo Feigl otevřel prodejní Galerii starých i moderních obrazů v prvním patře Paláce Koruna na Václavském náměstí 1, kde byla i škola kreslení.

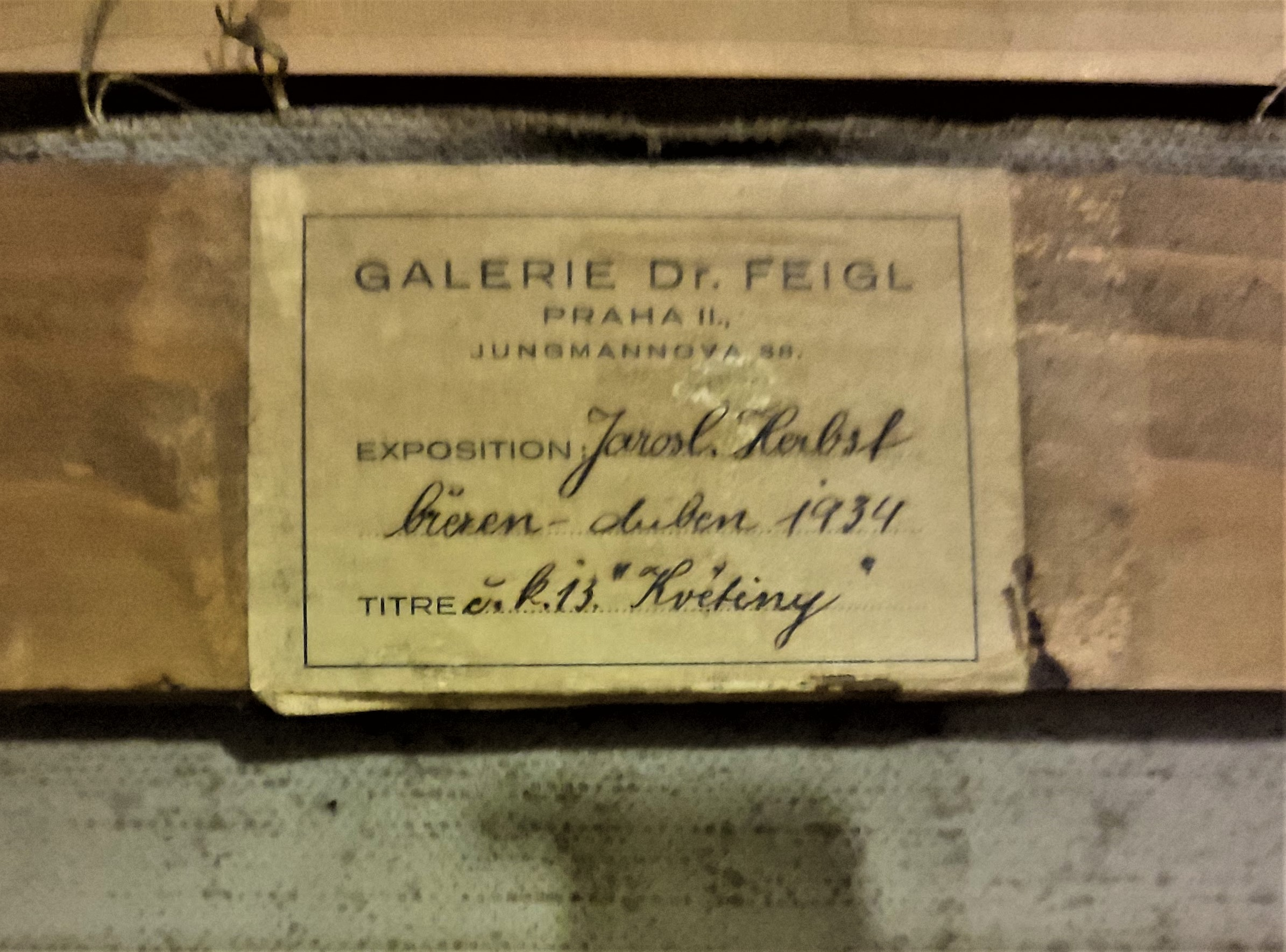
Štítek z obrazu Jaroslava Herbsta v Galerii Dr. Feigla, Jungmannova 38, vystaven březen-duben 1934

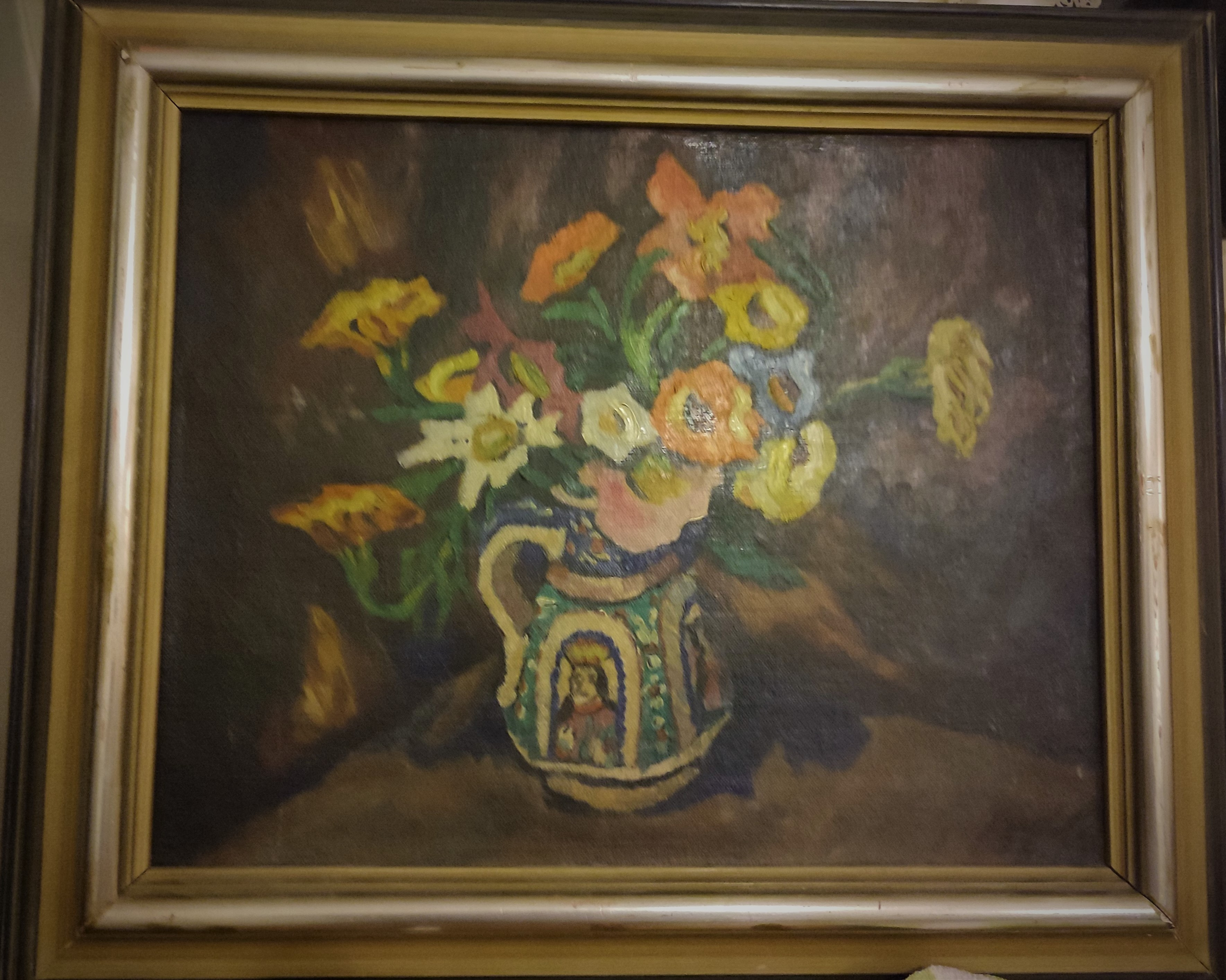
Jaroslav Herbst, Květiny ve váze, obraz z výstavy v Galerii Dr. Feigla, 1934

Na podzim 1929, bezprostředně před první výstavou sdružení Prager Secession, uspořádal v prostorách Krasoumné jednoty v Pštrossově ulici výstavu Podobizny ze čtyř století, a následujícího roku tamtéž výstavu Krajiny ze čtyř století (1930). Šlo o objevné výstavy starého umění ze sbírek významných pražských rodin, jejichž realizace dokládá Feiglovy úzké kontakty na nejvýznamnější pražské sběratele JUDr. Pavla Bächera, Oskara Federera, Richarda Morawetze, Hanuše Ringhoffera, Prokopa Tomana, JUDr. Otakara Herolda, JUDr. Friedricha Petřiny, Jindřicha Waldese, ing. Františka Vejdělka, Maxe Haase-Wranau a další
Hugo Feigl byl hlavním organizátorem reprezentativní výstavy 48 převážně evropských židovských umělců 19. a 20. století v Gočárově paláci Fénix na Václavském náměstí roku 1930. Výstavu uspořádala Zemská organizace židovských žen v Čechách (WIZO). Mezi vystavujícími byli Max Liebermann, Lesser Ury, Camille Pissarro, Marc Chagall, Jean Metzinger či Artur Segal, z českých Lotte Radnitz-Schrötter, Richard Schrötter a sochař Karl Vogel nebo ostravský malíř Salomon Salomonowitz.
Od ledna 1931 Hugo Feigl provozoval spolu s obchodníkem umění Alfredem Flechtheimem Galerii Evropa v mezaninu paláce pojišťovny Dunaj na Národní třídě 10. Galerie byla zaměřena na velká jména moderního evropského umění, zejména francouzského a uspořádala tři výstavy:
- Obrazy, kresby a plastiky Augusta Renoira z umělcovy pozůstalosti
- Fauvismus – Expresionismus – Primitivismus (Ensor, Munch, Matisse, Léger, Utrillo, Kokoschka, Klee, Nolde, Grosz, Schmidt-Rottluff, Kandinskij, Beckmann, Masereel)
- Současná evropská plastika (Rodin, Degas, Maillol, Laurens, Archipenko, Lipchitz, Barlach)

V dubnu 1931 Galerie Evropa zprostředkovala účast českých umělců na mezinárodní výstavě Calais des Beaux–Arts v Bruselu. Plánovaná velká Výstava francouzských a německých impresionistů, díla Vincenta van Gogha a moderní evropské grafiky se již neuskutečnily.
Paralelně s projektem Galerie Evropa zahájil Hugo Feigl vlastní výstavní činnost v Galerii Dr. Feigla v Paláci Riunione Adriatica na Jungmannově třídě 38, od roku 1936 pak sídlící v přízemí budovy na Masarykově nábřeží 8.
Hugo Feigl spolupracoval se zahraničními galeriemi v Paříži (Gertrude Steinová, Bernheim, Galerie Zach), Berlíně (Neue Kunsthandlung, Max Liebermann) a Rakousku, a s významnými českými historiky umění (ředitelem Moderní Galerie V. Kramářem, V. V. Štechem, A. Matějčkem, J. Pečírkou, V. Volavkou nebo H. Frankensteinovou, Fr. Kovárnou, J. R. Markem).
Během své galerijní činnosti v Praze uspořádal Hugo Feigl celkem 63 výstav starého i moderního umění.

## Výběr z výstav

### Zahraniční umělci
- 1931 Soudobý francouzský akvarel (Picasso, Rouault, Signac, Marquet, Friesz, Coubine, Kars)
- 1932 Die Brücke
- 1933 Mistři barbizonští (ve spolupráci s pařížskou galérií Gertrudy Stein)
- 1933 Thomas Theodor Heine
- 1934 Marc Chagall, Oskar Kokoschka
- 1935 Gregorij Papezorf
- 1936 Soudobá francouzská kresba, Camille Pissarro (ve spolupráci s G. Stein), Sto let francouzské kresby
- 1937 Němečtí expresionisté (dle tisku „Entartete Kunst“)
- 1938 Soudobí francouzští krajináři (věnovaná především Utrillovi).[3]

### Domácí umění
- 1931 Georges Kars, Otakar Kubín, Josef Navrátil
- 1932 Willi Nowak, Jan Minařík, Norbert Grund, Bedřich Feigl
- 1933 Antonín Procházka, Miloslav Holý, Drobná barokní plastika z pražského soukromého majetku
- 1934 Emil Orlik, Mary Duras, Jan Bauch, Jan Slavíček, Georges Kars
- 1935 Josef Čapek, Alois Bílek, Jan Preisler, České sbírky obrazů starých mistrů
- 1936 Jakub Bauernfreund, Endre Nemes, Zátiší ze tří století z majetku pražského
- 1937 Bedřich Feigl[3]
- 1938 Bohdan Heřmanský

Kromě toho galerie pořádala  každoročně řadu prodejních výstav soudobých umělců.